# 卡齐米日·德厄纳
卡齐米日·德厄纳（波蘭語：Kazimierz Deyna，1947年10月23日—1989年9月1日），波兰男子足球运动员。他曾代表波兰国奥队参加1972年和1976年夏季奥林匹克运动会足球比赛，获得一枚金牌和一枚银牌。